# Parafia Wniebowzięcia Najświętszej Maryi Panny w Międzywodziu
Parafia pw. Wniebowzięcia Najświętszej Maryi Panny w Międzywodziu – parafia rzymskokatolicka, należąca do dekanatu Wolin, archidiecezji szczecińsko-kamieńskiej, metropolii szczecińsko-kamieńskiej. W parafii posługują księża diecezjalni oraz salwatorianie. Według stanu na październik 2018 proboszczem parafii był ks. Zbigniew Szymański.

## Miejsca święte

### Kościół parafialny
Kościół pw. Wniebowzięcia Najświętszej Maryi Panny w Międzywodziu

### Kościoły filialne i kaplice
- Kaplica pw. Najświętszej Maryi Panny Matki Zbawiciela w Międzywodziu[1]
- Kościół w Zastaniu[1]
- Kaplica w DPS[1]